# Lasowe (rada wiejska Toporów)
Lasowe (ukr. Лісове, Lisowe) – wieś na Ukrainie, w obwodzie lwowskim,w rejonie złoczowskim, w radzie wiejskiej Toporów. W 2001 roku liczyła 226 mieszkańców.

## Historia
Dawniej część Toporowa w powiecie brodzkim.
Do 2020 w rejonie buskim. 